# HD 9578 b
HD 9578 b هو كوكب خارج المجموعة الشمسية مؤكد يقع على بعد 187 سنة ضوئية (57 فرسخ فلكي) تقريباً  في كوكبة معمل النحات حول النجم HD 9578.اكتشف الكوكب باستخدام قياسات السرعة الشعاعية عالية الدقة في مرصد لاسيلا الفلكي في تشيلي وتم الإعلان عن هذا الاكتشاف في 19 أكتوبر 2009 .